# Racosperma armillatum
Racosperma armillatum är en ärtväxtart som beskrevs av Leslie Pedley. Racosperma armillatum ingår i släktet Racosperma och familjen ärtväxter. Inga underarter finns listade i Catalogue of Life.